# Losillasaurus giganteus

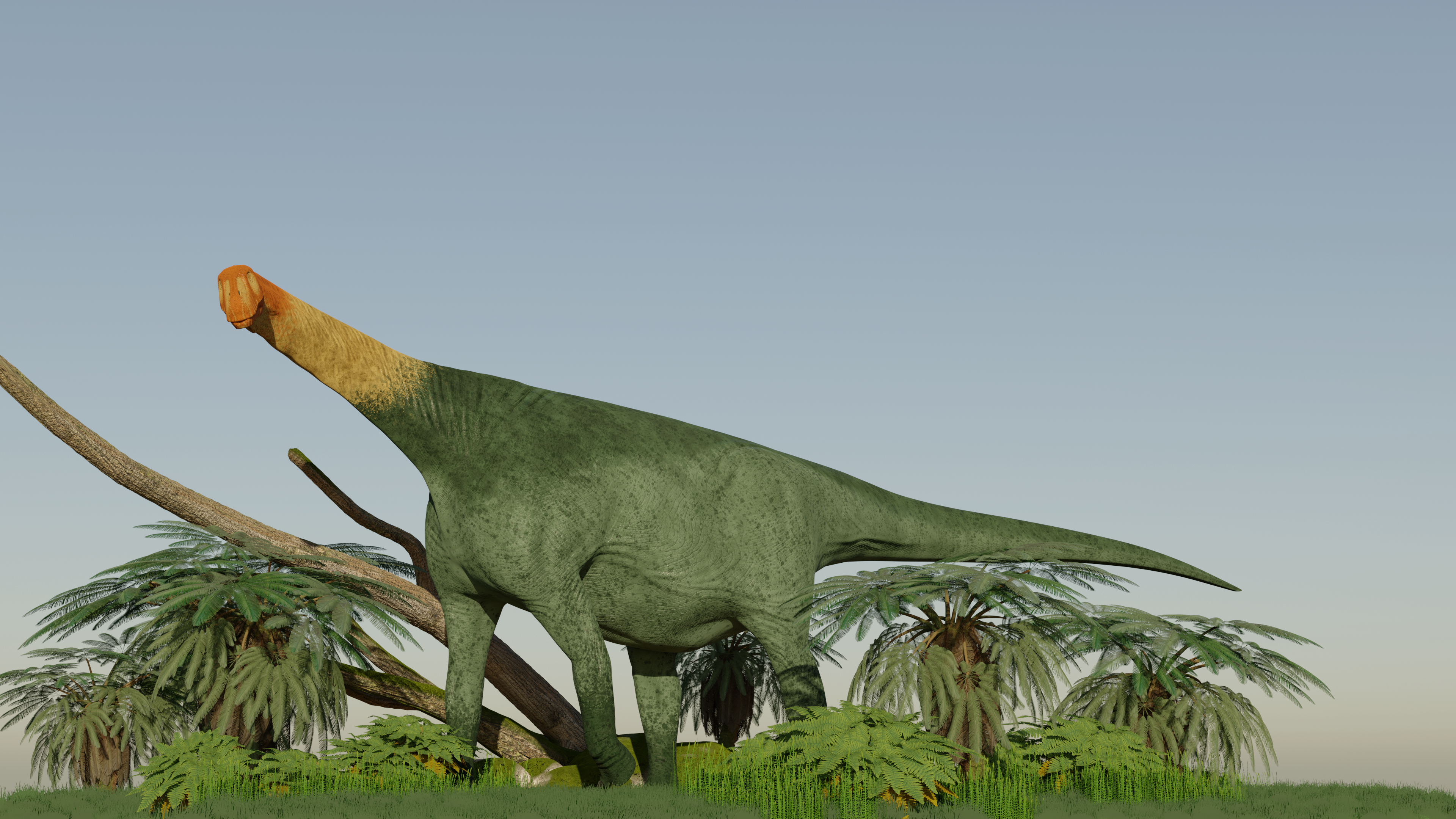
Recreación de Losillasaurus

Losillasaurus giganteus es la única especie conocida del género extinto Losillasaurus ("lagarto de Losilla") de dinosaurio saurópodo turiasaurio, que vivió a finales del período Jurásico Tardío, hace aproximadamente  154-145 millones de años, en el  Titoniense, en lo que hoy es Europa. La especie tipo de Losillasaurus giganteus fue descubierta en la comarca de Los Serranos (Valencia, España), en la Formación Arenas y arcillas del Collado, y formalmente descrito por Casanovas, Santafé y Sanz en 2001.
El material pertenece a un subadulto y presenta partes del cráneo, la serie cervical completa, vértebras dorsales, sacras y caudales vértebra así como varios fragmentos, elementos esqueléticos de los miembros incluyendo un húmero, cúbito, radio, y metacarpiano. También se halló el esternón placas esternales; y partes de la pelvis, ilion, isquion, y pubis. El género caracterizado por la dimensión y la forma de las espinas vértebrales de las vértebras caudales próximales. Aunque no hay estimaciones de buena calidad, Losillasaurus era grande. El húmero media alrededor de 143 centímetros de largo, el cual a pesar de ser de un espécimen subadulto está dentro del 20% del tamaño Paralititan., estimándose unos 25 metros de largo. Posteriormente la estimación del tamaño propuesta por Francisco Gascó en su tesis de maestría es de 15 a 18 metros y 12 a 15 toneladas de peso. Un estudio de 2017 le estimó 47 toneladas, próximas a las 51 para Turiasaurus del mismo artículo.